# Laura Siegemund
Laura Siegemund (* 4. März 1988 in Filderstadt) ist eine deutsche Tennisspielerin.

## Karriere
Siegemund, die im Alter von drei Jahren mit dem Tennisspielen begann, gewann 2000 als erste Deutsche seit Steffi Graf den Junior Orange Bowl in der Klasse der Unter-Zwölfjährigen. 2002 sammelte sie erste Erfahrungen auf der ITF Women’s World Tennis Tour und gewann dort 2006 ihren ersten Profititel.
Im selben Jahr erhielt sie eine Wildcard für die Qualifikation der deutschen WTA-Turniere in Berlin und Stuttgart, schied jedoch jeweils in der ersten Runde aus. In der Folge tat sich Siegemund schwer, den Übergang von den Juniorinnen zu den Damen zu meistern, und ihre Leistungen stagnierten auf mittlerem ITF-Niveau. 2009 debütierte sie in der Qualifikation für die US Open und scheiterte erneut in der Auftaktrunde. Im Jahr darauf überstand sie in Båstad erstmals die Qualifikation für ein WTA-Turnier, verlor aber gleich in der ersten Runde. 2011 gelang ihr nach dem Gewinn eines ITF-Turniers der $25.000-Kategorie in Lutz der erstmalige Sprung in die Top 200 der Weltrangliste sowie in Paris der erste Sieg in einer Grand-Slam-Qualifikation. 2012 und 2013 trat Siegemund nur noch sporadisch auf der ITF-Tour auf, konnte dabei aber sechs Titel gewinnen. Nach zwei weiteren Turniersiegen 2014 in Amerika konnte sie in Båstad gegen Jaroslawa Schwedowa ihren ersten Erfolg im Hauptfeld eines WTA-Turniers verbuchen, unterlag aber in der zweiten Runde Chanelle Scheepers in drei Sätzen.
2015 qualifizierte sich Siegemund in Wimbledon erstmals für das Hauptfeld eines Grand-Slam-Turniers, verlor dort jedoch gegen Swetlana Kusnezowa. Im Anschluss erreichte sie in Florianópolis zum ersten Mal ein WTA-Viertelfinale und holte in Biarritz bei einem Turnier der $100.000-Kategorie ihren bis dahin größten Titel. Durch den Erfolg wurde sie Ende des Jahres erstmals unter den Top 100 der Welt geführt. Noch besser lief es für Siegemund im Doppel: Im Juni 2015 gewann sie beim Turnier in ’s-Hertogenbosch an der Seite von Asia Muhammad ihren ersten Titel auf der WTA Tour; ihren zweiten errang sie zusammen mit Annika Beck in Florianópolis. Zum Saisonabschluss triumphierte sie gemeinsam mit Mona Barthel in Luxemburg.

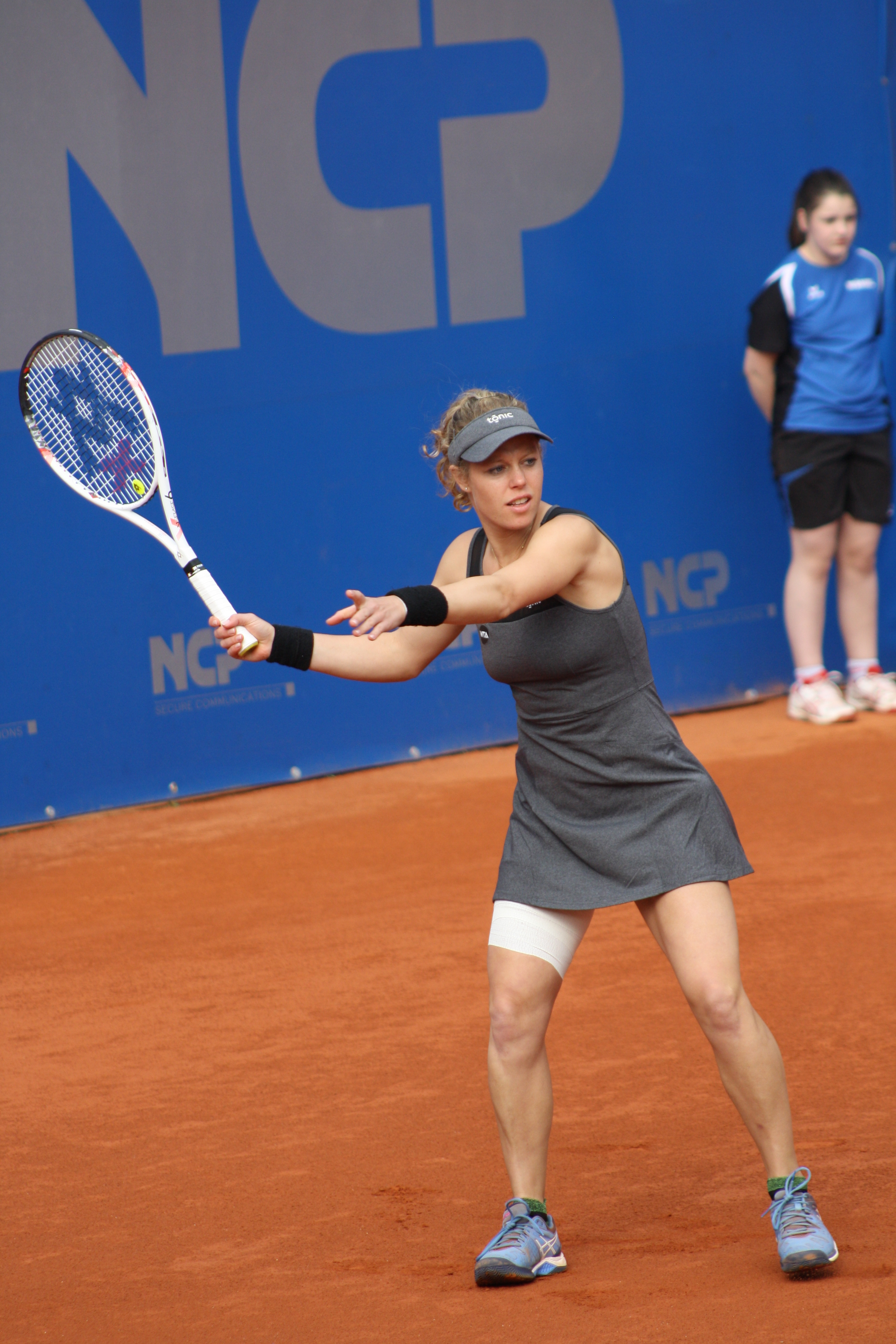
Laura Siegemund beim Nürnberger Versicherungscup 2016

Im Jahr darauf gelang Siegemund der endgültige Durchbruch auf der WTA Tour. War der Saisonstart auf Hartplatz mit dem Einzug in die dritte Runde bei den Australian Open 2016 nach einem Sieg über Jelena Janković bereits erfolgreich verlaufen, so machte sie sich mit dem Erreichen des Viertelfinals in Charleston sowie, aus der Qualifikation kommend, der dritten Runde von Madrid vor allem als Sandplatzspezialistin einen Namen. Ihr alles überragender Erfolg war jedoch die Finalteilnahme beim Porsche Tennis Grand Prix 2016 in Stuttgart, wo sie nacheinander mit Simona Halep, Roberta Vinci und Agnieszka Radwańska drei Top-10-Spielerinnen in Folge schlug, ehe sie im Endspiel gegen Angelique Kerber unterlag. Nach Erstrundenniederlagen in Paris und Wimbledon, gelang Siegemund in Båstad nach einem Sieg über Kateřina Siniaková in ihrem zweiten Finale ihr erster Titelgewinn auf der WTA Tour. Bei den Olympischen Spielen in Rio de Janeiro erreichte sie im Einzel nach Erfolgen über Zwetana Pironkowa, Zhang Shuai und Kirsten Flipkens das Viertelfinale, wo sie sich der späteren Goldmedaillengewinnerin Monica Puig geschlagen geben musste. Im Doppel trat sie gemeinsam mit Anna-Lena Grönefeld an, dort scheiterte sie aber bereits zum Auftakt an Swetlana Kusnezowa und Darja Kassatkina. Nachdem sie auch in New York zum ersten Mal in die dritte Runde gekommen war, erzielte sie die Woche darauf mit Rang 26 ihre höchste Platzierung in der Weltrangliste. Zudem gewann sie dort mit Mate Pavić den Titel im Mixed. Die ungesetzte Paarung war dort erstmals angetreten; Pavić und sie hatten sich zusammengetan, da beide auf der Suche nach einem Mixed-Partner waren.
Anfang 2017 konnte Siegemund von neun Partien auf Hartplatz nur eine einzige gewinnen, ehe sie sich auf Sand mit dem Einzug ins Halbfinale von Charleston und ihrem bisher größten Karriereerfolg, dem Sieg beim Porsche Tennis Grand Prix 2017 in Stuttgart, wo sie als Vorjahresfinalistin mit einer Wildcard ins Feld gekommen, mit Swetlana Kusnezowa, Karolína Plíšková und Simona Halep erneut drei Top-10-Spielerinnen in Serie schlagen konnte und im Endspiel gegen Kristina Mladenovic triumphierte. In die Top 30 der Welt zurückgekehrt, startete sie im Vorfeld der French Open beim WTA-Turnier in Nürnberg und erlitt in der Achtelfinalpartie gegen Barbora Krejčíková beim Stande von 6:4 und 5:5 einen Kreuzbandriss im Knie, der sie für den Rest des Jahres außer Gefecht setzte.
Erst im März 2018 kehrte sie bei einem ITF-Turnier der $25.000-Kategorie in Santa Margeritha di Pula auf die Damentour zurück. Bei ihren ersten Auftritten auf der WTA Tour in Charleston und Stuttgart kam sie in die zweite Runde, in Bukarest und Moskau erreichte sie anschließend das Viertelfinale und gewann den Titel beim ITF-Turnier in Bad Saulgau. Gemeinsam mit Alexandra Panowa gewann sie zum Saisonabschluss beim Kremlin Cup in Moskau ihren größten WTA-Titel im Doppel. 2019 arbeitete sich Siegemund, die bei allen Grand-Slam-Turnieren des Jahres die erste Runde überstand, wieder in die Top 100 der Welt vor. Ihr bestes Saisonergebnis im Einzel erzielte sie in Bukarest, wo sie ins Halbfinale vorstoßen konnte. Im Mixed-Wettbewerb von Wimbledon zog sie mit Artem Sitak ins Viertelfinale ein. Außerdem gewann sie gegen Saisonende in Guangzhou an der Seite von Peng Shuai ihren fünften Doppeltitel auf der WTA Tour.
Im September 2020 gewann Siegemund zusammen mit ihrer Partnerin Wera Swonarjowa die Doppelkonkurrenz der US Open. Nach einer längeren Verletzungspause von Siegemund siegte das Doppel-Duo Siegemund/Swonarjowa im März 2022 dann erneut, zuerst im Turnier in Lyon und später im April 2022 auch im Turnier in Miami. Im November 2023 gewann Siegemund, als erste deutsche Spielerin, gemeinsam mit Swonarjowa das Finale bei den WTA Finals in Cancún gegen die US-Amerikanerin Nicole Melichar-Martinez und die Australierin Ellen Perez mit 6:4, 6:4. Bei den French Open 2024 holte Siegemund an der Seite des Franzosen Édouard Roger-Vasselin ihren zweiten Mixed-Titel bei den Grand-Slam-Turnieren. Das Duo gewann gegen die US-Amerikanerin Desirae Krawczyk und den Briten Neal Skupski mit 6:4, 7:5.
Im September 2024 erreichte Siegemund beim Turnier in Hua Hin das Finale im Einzel. Sie verlor zwar gegen die Slowakin Rebecca Šramková, kletterte aber durch die Finalteilnahme auf Platz 69 der Weltrangliste.
2017 gab Siegemund im Duell gegen die Ukraine ihr Debüt für die deutsche Fed-Cup-Mannschaft. Seitdem hat sie für ihr Land sechs Matches im Einzel und Doppel bestritten, von denen sie drei gewinnen konnte (Einzelbilanz 2:2).

### Bundesliga
Laura Siegemund landete 2010 mit dem TC Zamek Benrath in der Bundesliga auf dem dritten Platz. Von 2011 bis 2014 spielte sie dort für den Ratinger TC Grün-Weiß. In der Saison 2015 stand sie im Kader des TC Rüppurr, für den sie mit zehn Siegen bei ebenso vielen Auftritten das beste Ergebnis aller Bundesliga-Spielerinnen erzielte. Für den TC Rüppurr Karlsruhe spielte Siegemund bis zur Saison 2019 in der Bundesliga. 2021 wechselte sie zum TC Bredeney Essen. In der Saison 2021 sowie 2022 und 2023 ist sie mit dem TC Bredeney Essen auch Deutscher Meister geworden.

## Erfolge

### Einzel

#### Turniersiege
| Nr. | Datum              | Turnier     | Kategorie         | Belag        | Finalgegnerin             | Ergebnis       |
| --- | ------------------ | ----------- | ----------------- | ------------ | ------------------------- | -------------- |
| 1.  | 12. November 2006  | Mallorca    | ITF $10.000       | Sand         | Gracia Radovanovic        | 6:4, 6:1       |
| 2.  | 23. Januar 2011    | Lutz        | ITF $25.000       | Sand         | Jessica Pegula            | 6:74, 6:1, 6:2 |
| 3.  | 22. Juli 2012      | Darmstadt   | ITF $25.000       | Sand         | Anna Karolína Schmiedlová | 7:67, 6:3      |
| 4.  | 29. Juli 2012      | Horb        | ITF $10.000       | Sand         | Gaia Sanesi               | 6:3, 6:0       |
| 5.  | 19. August 2012    | Ratingen    | ITF $10.000       | Sand         | Caitlin Whoriskey         | 6:2, 6:1       |
| 6.  | 7. April 2013      | Jackson     | ITF $25.000       | Sand         | Florencia Molinero        | 6:4, 6:0       |
| 7.  | 23. Juni 2013      | Lenzerheide | ITF $25.000       | Sand         | Beatriz Haddad Maia       | 6:2, 6:3       |
| 8.  | 30. Juni 2013      | Vaihingen   | ITF $25.000       | Sand         | Viktorija Golubic         | 6:2, 3:6, 7:64 |
| 9.  | 12. Januar 2014    | Vero Beach  | ITF $25.000       | Sand         | Gabriela Dabrowski        | 6:3, 7:610     |
| 10. | 13. April 2014     | Pelham      | ITF $25.000       | Sand         | Julija Putinzewa          | 6:1, 6:4       |
| 11. | 13. September 2015 | Biarritz    | ITF $100.000      | Sand         | Romina Oprandi            | 7:5, 6:3       |
| 12. | 24. Juli 2016      | Båstad      | WTA International | Sand         | Kateřina Siniaková        | 7:5, 6:1       |
| 13. | 30. April 2017     | Stuttgart   | WTA Premier       | Sand (Halle) | Kristina Mladenovic       | 6:1, 2:6, 7:65 |
| 14. | 5. August 2018     | Bad Saulgau | ITF $25.000       | Sand         | Alexandra Cadanțu         | 6:4, 6:2       |
| 15. | 5. Juni 2022       | Annenheim   | ITF W25           | Sand         | Lena Papadakis            | 6:3, 6:2       |
| 16. | 11. Juni 2022      | Pörtschach  | ITF W60           | Sand         | Viktória Kužmová          | 6:2, 6:2       |

#### Finalteilnahmen
| Nr. | Datum              | Turnier   | Kategorie   | Belag        | Turniersiegerin  | Ergebnis |
| --- | ------------------ | --------- | ----------- | ------------ | ---------------- | -------- |
| 1.  | 24. April 2016     | Stuttgart | WTA Premier | Sand (Halle) | Angelique Kerber | 4:6, 0:6 |
| 2.  | 30. Juli 2023      | Warschau  | WTA 250     | Hartplatz    | Iga Świątek      | 0:6, 1:6 |
| 3.  | 22. September 2024 | Hua Hin   | WTA 250     | Hartplatz    | Rebecca Šramková | 4:6, 4:6 |

### Doppel
Turniersiege 
| Nr. | Datum              | Turnier           | Kategorie         | Belag             | Partnerin              | Finalgegnerinnen                               | Ergebnis           |
| --- | ------------------ | ----------------- | ----------------- | ----------------- | ---------------------- | ---------------------------------------------- | ------------------ |
| 1.  | 9. Juli 2005       | Darmstadt         | ITF $25.000       | Sand              | Vanessa Henke          | Wassilissa Bardina Jaroslawa Schwedowa         | 6:4, 6:2           |
| 2.  | 29. Juli 2006      | Les Contamines    | ITF $25.000       | Hartplatz         | Cristina Ferreira      | Christina Horiatopoulos Caroline Maes          | 6:4, 2:6, 7:5      |
| 3.  | 19. August 2006    | Wahlstedt         | ITF $10.000       | Sand              | Julia Görges           | Raluca Ciulei Neda Kozić                       | 6:1, 6:3           |
| 4.  | 13. Oktober 2006   | Lagos             | ITF $25.000       | Hartplatz         | Magda Mihalache        | Lisa Sabino Montinee Tangphong                 | 6:3, 6:3           |
| 5.  | 16. Juni 2007      | Lenzerheide       | ITF $10.000       | Sand              | Eva-Maria Hoch         | Amra Sadiković Paola Sprovieri                 | 6:4, 6:3           |
| 6.  | 5. Juli 2008       | Vaihingen         | ITF $25.000       | Sand              | Kristina Barrois       | Katalin Marosi Marina Tavares                  | 6:3, 6:4           |
| 7.  | 21. November 2008  | Kalkutta          | ITF $50.000       | Hartplatz         | Ágnes Szatmári         | Lu Jingjing Sun Shengnan                       | 7:5, 6:3           |
| 8.  | 28. November 2008  | Saint-Denis       | ITF $25.000       | Hartplatz         | Carmen Klaschka        | Surina De Beer Tamaryn Hendler                 | 6:3, 6:1           |
| 9.  | 20. Juni 2009      | Montpellier       | ITF $25.000       | Sand              | Julija Bejhelsymer     | Stefania Boffa Story Tweedie-Yates             | 6:4, 6:1           |
| 10. | 4. Juli 2009       | Vaihingen         | ITF $25.000       | Sand              | Katalin Marosi         | Leonie Mekel Kathrin Wörle                     | 7:62, 6:76, [10:4] |
| 11. | 13. Februar 2010   | Laguna Niguel     | ITF $25.000       | Hartplatz         | Anastassija Piwowarowa | Amanda Fink Elizabeth Lumpkin                  | 6:2, 6:3           |
| 12. | 5. Juni 2010       | Brno              | ITF $25.000       | Sand              | Carmen Klaschka        | Darja Kustawa Lessja Zurenko                   | kampflos           |
| 13. | 19. Juni 2010      | Montpellier       | ITF $25.000       | Sand              | Lu Jingjing            | Amandine Hesse Ljudmyla Kitschenok             | 6:4, 6:2           |
| 14. | 17. Juli 2010      | Darmstadt         | ITF $25.000       | Sand              | Witalija Djatschenko   | Irina-Camelia Begu Erika Sema                  | 4:6, 6:1, [10:4]   |
| 15. | 5. Mai 2012        | Wiesbaden         | ITF $10.000       | Sand              | Caitlin Whoriskey      | Alexandra Romanowa Sylwia Zagórska             | 6:0, 6:0           |
| 16. | 15. Februar 2013   | Leimen            | ITF $10.000       | Hartplatz (Halle) | Carolin Daniels        | Antonia Lottner Daria Salnikowa                | 6:1, 6:4           |
| 17. | 30. Juni 2013      | Vaihingen         | ITF $25.000       | Sand              | Kristina Barrois       | Stephanie Vogt Sandra Zaniewska                | 7:61, 6:4          |
| 18. | 29. Juni 2014      | Vaihingen         | ITF $25.000       | Sand              | Viktorija Golubic      | Lesley Kerkhove Arantxa Rus                    | 6:3, 6:3           |
| 19. | 8. November 2014   | Scharm El-Scheich | ITF $25.000       | Hartplatz         | Antonia Lottner        | Olha Jantschuk Nastja Kolar                    | 6:1, 6:1           |
| 20. | 5. Juni 2015       | Brescia           | ITF $50.000       | Hartplatz         | Renata Voráčová        | María Irigoyen Stephanie Vogt                  | 6:2, 6:1           |
| 21. | 13. Juni 2015      | ’s-Hertogenbosch  | WTA International | Rasen             | Asia Muhammad          | Jelena Janković Anastassija Pawljutschenkowa   | 6:3, 7:5           |
| 22. | 31. Juli 2015      | Florianópolis     | WTA International | Sand              | Annika Beck            | María Irigoyen Paula Kania                     | 6:3, 7:61          |
| 23. | 24. Oktober 2015   | Luxemburg         | WTA International | Hartplatz         | Mona Barthel           | Anabel Medina Garrigues Arantxa Parra Santonja | 6:2, 7:62          |
| 24. | 19. Oktober 2018   | Moskau            | WTA Premier       | Hartplatz         | Alexandra Panowa       | Raluca Olaru Darija Jurak                      | 6:2, 7:62          |
| 25. | 21. September 2019 | Guangzhou         | WTA International | Hartplatz         | Peng Shuai             | Alexa Guarachi Mathison Giuliana Olmos         | 6:2, 6:1           |
| 26. | 11. September 2020 | US Open           | Grand Slam        | Hartplatz         | Wera Swonarjowa        | Nicole Melichar Xu Yifan                       | 6:4, 6:4           |
| 27. | 6. März 2022       | Lyon              | WTA 250           | Hartplatz (Halle) | Wera Swonarjowa        | Alicia Barnett Olivia Nicholls                 | 7;5, 6:1           |
| 28. | 3. April 2022      | Miami             | WTA 1000          | Hartplatz         | Wera Swonarjowa        | Weronika Kudermetowa Elise Mertens             | 7:63, 7:5          |
| 29. | 16. Oktober 2022   | Cluj-Napoca       | WTA 250           | Hartplatz (Halle) | Kirsten Flipkens       | Kamilla Rachimowa Jana Sisikowa                | 6:3, 7:5           |
| 30. | 14. Januar 2023    | Hobart            | WTA 250           | Hartplatz         | Kirsten Flipkens       | Viktorija Golubic Panna Udvardy                | 6:4, 7:5           |
| 31. | 5. August 2023     | Washington, D.C.  | WTA 500           | Hartplatz         | Wera Swonarjowa        | Alexa Guarachi Monica Niculescu                | 6:4, 6:4           |
| 32. | 30. September 2023 | Ningbo            | WTA 250           | Hartplatz         | Wera Swonarjowa        | Guo Hanyu Jiang Xinyu                          | 4:6, 6:3, [10:5]   |
| 33. | 22. Oktober 2023   | Nanchang          | WTA 250           | Hartplatz         | Wera Swonarjowa        | Eri Hozumi Makoto Ninomiya                     | 6:4, 6:2           |
| 34. | 6. November 2023   | Cancún            | WTA Finals        | Hartplatz         | Wera Swonarjowa        | Nicole Melichar-Martinez Ellen Perez           | 6:4, 6:4           |
| 35. | 20. Oktober 2024   | Osaka             | WTA 250           | Hartplatz         | Ena Shibahara          | Cristina Bucșa Monica Niculescu                | 3:6, 6:2, [10:2]   |
| 36. | 22. Juni 2025      | Nottingham        | WTA 250           | Rasen             | Beatriz Haddad Maia    | Anna Danilina Ena Shibahara                    | 6:3, 6:2           |

### Mixed
Turniersiege 
| Nr. | Datum             | Turnier     | Belag     | Partner                | Finalgegner                   | Ergebnis |
| --- | ----------------- | ----------- | --------- | ---------------------- | ----------------------------- | -------- |
| 1.  | 9. September 2016 | US Open     | Hartplatz | Mate Pavić             | Coco Vandeweghe Rajeev Ram    | 6:4, 6:4 |
| 2.  | 6. Juni 2024      | French Open | Sand      | Édouard Roger-Vasselin | Desirae Krawczyk Neal Skupski | 6:4, 7:5 |

## Abschneiden bei Grand-Slam-Turnieren

### Einzel
| Turnier         | 2009 | 2010 | 2011 | 2012 | 2013 | 2014 | 2015 | 2016 | 2017 | 2018 | 2019 | 2020 | 2021 | 2022 | 2023 | 2024 | 2025 | Karriere |
| --------------- | ---- | ---- | ---- | ---- | ---- | ---- | ---- | ---- | ---- | ---- | ---- | ---- | ---- | ---- | ---- | ---- | ---- | -------- |
| Australian Open | —    | —    | —    | —    | —    | —    | Q3   | 3    | 1    | —    | 2    | 2    | 1    | —    | 3    | 2    | 3    | 3        |
| French Open     | —    | —    | Q2   | —    | —    | Q3   | Q2   | 1    | —    | 1    | 2    | VF   | 1    | Q3   | —    | 1    | 1    | VF       |
| Wimbledon       | —    | —    | Q1   | —    | —    | Q2   | 1    | 1    | —    | —    | 2    |      | 1    | —    | Q3   | 2    | VF   | VF       |
| US Open         | Q1   | —    | Q1   | —    | Q2   | Q3   | 1    | 3    | —    | 1    | 2    | 1    | —    | 1    | 1    | 1    |      | 3        |

Zeichenerklärung: S = Turniersieg; F, HF, VF, AF = Einzug ins Finale / Halbfinale / Viertelfinale / Achtelfinale; 1, 2, 3 = Ausscheiden in der 1. / 2. / 3. Hauptrunde; Q1, Q2, Q3 = Ausscheiden in der 1. / 2. / 3. Qualifikationsrunde; nicht ausgetragen

### Doppel
Die letzte Aktualisierung erfolgte nach dem WTA-Turnier in Nottingham 2025.
| Turnier                      | 2004              | 2005              | 2006              | 2007              | 2008              | 2009              | 2010              | 2011              | 2012              | 2013              | 2014              | 2015              | 2016             | 2017              | 2018              | 2019              | 2020              | 2021              | 2022              | 2023              | 2024             | 2025             | T / T       | S/N         | Sieg%       |
| ---------------------------- | ----------------- | ----------------- | ----------------- | ----------------- | ----------------- | ----------------- | ----------------- | ----------------- | ----------------- | ----------------- | ----------------- | ----------------- | ---------------- | ----------------- | ----------------- | ----------------- | ----------------- | ----------------- | ----------------- | ----------------- | ---------------- | ---------------- | ----------- | ----------- | ----------- |
| Australian Open              | –                 | –                 | –                 | –                 | –                 | –                 | –                 | –                 | –                 | –                 | –                 | –                 | 1                | 2                 | –                 | 1                 | 1                 | AF                | –                 | 1                 | VF               | AF               | 0 / 8       | 8:8         | 50 %        |
| French Open                  | –                 | –                 | –                 | –                 | –                 | –                 | –                 | –                 | –                 | –                 | –                 | –                 | AF               | –                 | –                 | AF                | 2                 | AF                | 1                 | 1                 | AF               | AF               | 0 / 8       | 11:8        | 58 %        |
| Wimbledon                    | –                 | –                 | –                 | –                 | –                 | –                 | –                 | –                 | –                 | –                 | –                 | Q1                | 1                | –                 | –                 | AF                | n. a.             | AF                | –                 | VF                | VF               | AF               | 0 / 6       | 11:5        | 69 %        |
| US Open                      | –                 | –                 | –                 | –                 | –                 | –                 | –                 | –                 | –                 | –                 | –                 | 2                 | 1                | –                 | AF                | AF                | S                 | –                 | –                 | F                 | AF               |                  | 1 / 7       | 17:6        | 74 %        |
| WTA Finals                   | –                 | –                 | –                 | –                 | –                 | –                 | –                 | –                 | –                 | –                 | –                 | –                 | –                | –                 | –                 | –                 | n. a.             | –                 | –                 | S                 | –                |                  | 1 / 1       | 4:1         | 80 %        |
| Doha                         | andere Kategorie  | andere Kategorie  | andere Kategorie  | andere Kategorie  | –                 | n. a. bzw. a. K.  | n. a. bzw. a. K.  | n. a. bzw. a. K.  | –                 | –                 | –                 | a. K.             | –                | a. K.             | –                 | a. K.             | VF                | a. K.             | –                 | a. K.             | –                | HF               | 0 / 2       | 4:2         | 67 %        |
| Dubai                        | andere Kategorie  | andere Kategorie  | andere Kategorie  | andere Kategorie  | andere Kategorie  | –                 | –                 | –                 | andere Kategorie  | andere Kategorie  | andere Kategorie  | –                 | a. K.            | –                 | a. K.             | –                 | a. K.             | AF                | a. K.             | 1                 | HF               | VF               | 0 / 4       | 6:4         | 60 %        |
| Indian Wells                 | –                 | –                 | –                 | –                 | –                 | –                 | –                 | –                 | –                 | –                 | –                 | –                 | 1                | 1                 | –                 | –                 | n. a.             | –                 | AF                | F                 | 1                | AF               | 0 / 6       | 5:6         | 45 %        |
| Miami                        | –                 | –                 | –                 | –                 | –                 | –                 | –                 | –                 | –                 | –                 | –                 | –                 | AF               | –                 | –                 | –                 | n. a.             | –                 | S                 | AF                | AF               | –                | 1 / 4       | 8:3         | 73 %        |
| Berlin                       | –                 | –                 | 1                 | –                 | –                 | n. a. bzw. a. K.  | n. a. bzw. a. K.  | n. a. bzw. a. K.  | n. a. bzw. a. K.  | n. a. bzw. a. K.  | n. a. bzw. a. K.  | n. a. bzw. a. K.  | n. a. bzw. a. K. | n. a. bzw. a. K.  | n. a. bzw. a. K.  | n. a. bzw. a. K.  | n. a. bzw. a. K.  | n. a. bzw. a. K.  | n. a. bzw. a. K.  | n. a. bzw. a. K.  | n. a. bzw. a. K. | n. a. bzw. a. K. | 0 / 1       | 0:1         | 0 %         |
| Madrid                       | nicht ausgetragen | nicht ausgetragen | nicht ausgetragen | nicht ausgetragen | nicht ausgetragen | –                 | –                 | –                 | –                 | –                 | –                 | –                 | 1                | –                 | –                 | –                 | n. a.             | 1                 | –                 | 1                 | F                | VF               | 0 / 5       | 6:5         | 55 %        |
| Rom                          | –                 | –                 | –                 | –                 | –                 | –                 | –                 | –                 | –                 | –                 | –                 | –                 | –                | AF                | –                 | –                 | 1                 | AF                | –                 | –                 | –                |                  | 0 / 3       | 2:3         | 40 %        |
| Kanada                       | –                 | –                 | –                 | –                 | –                 | –                 | –                 | –                 | –                 | –                 | –                 | –                 | –                | –                 | –                 | –                 | n. a.             | –                 | AF                | AF                | –                |                  | 0 / 2       | 2:1         | 67 %        |
| Cincinnati                   | andere Kategorie  | andere Kategorie  | andere Kategorie  | andere Kategorie  | andere Kategorie  | –                 | –                 | –                 | –                 | –                 | –                 | 1                 | –                | –                 | –                 | –                 | 1                 | –                 | AF                | 1                 | –                |                  | 0 / 4       | 1:4         | 20 %        |
| Peking                       | nicht ausgetragen | nicht ausgetragen | nicht ausgetragen | nicht ausgetragen | nicht ausgetragen | –                 | –                 | –                 | –                 | –                 | –                 | –                 | 1                | –                 | –                 | –                 | nicht ausgetragen | nicht ausgetragen | nicht ausgetragen | VF                | VF               |                  | 0 / 3       | 4:3         | 57 %        |
| Wuhan                        | nicht ausgetragen | nicht ausgetragen | nicht ausgetragen | nicht ausgetragen | nicht ausgetragen | nicht ausgetragen | nicht ausgetragen | nicht ausgetragen | nicht ausgetragen | nicht ausgetragen | –                 | –                 | –                | –                 | –                 | –                 | nicht ausgetragen | nicht ausgetragen | nicht ausgetragen | nicht ausgetragen | 1                |                  | 0 / 1       | 0:1         | 0 %         |
| Olympische Spiele            | –                 | nicht ausgetragen | nicht ausgetragen | nicht ausgetragen | –                 | nicht ausgetragen | nicht ausgetragen | nicht ausgetragen | –                 | nicht ausgetragen | nicht ausgetragen | nicht ausgetragen | 1                | nicht ausgetragen | nicht ausgetragen | nicht ausgetragen | nicht ausgetragen | 1                 | n. a.             | n. a.             | 1                | n. a.            | 0 / 3       | 0:3         | 0 %         |
| Billie Jean King Cup         | –                 | –                 | –                 | –                 | –                 | –                 | –                 | –                 | –                 | –                 | –                 | –                 | –                | PO                | –                 | –                 | –                 | –                 | –                 | RR                | –                | q                | 0 / 3       | 1:5         | 17 %        |
| Statistik                    | Statistik         | Statistik         | Statistik         | Statistik         | Statistik         | Statistik         | Statistik         | Statistik         | Statistik         | Statistik         | Statistik         | Statistik         | Statistik        | Statistik         | Statistik         | Statistik         | Statistik         | Statistik         | Statistik         | Statistik         | Statistik        | Statistik        | S/N         | S/N         | Sieg%       |
| Turnierteilnahmen            | 3                 | 9                 | 21                | 11                | 15                | 21                | 19                | 8                 | 1                 | 7                 | 6                 | 14                | 16               | 7                 | 4                 | 10                | 9                 | 10                | 11                | 23                | 16               | 9                | Gesamt: 250 | Gesamt: 250 | Gesamt: 250 |
| Erreichte Finals             | 0                 | 2                 | 4                 | 2                 | 5                 | 4                 | 7                 | 1                 | 1                 | 2                 | 2                 | 6                 | 1                | 0                 | 2                 | 1                 | 1                 | 0                 | 4                 | 7                 | 3                | 2                | Gesamt: 57  | Gesamt: 57  | Gesamt: 57  |
| Gewonnene Titel              | 0                 | 1                 | 3                 | 1                 | 3                 | 2                 | 4                 | 0                 | 1                 | 2                 | 2                 | 4                 | 0                | 0                 | 1                 | 1                 | 1                 | 0                 | 3                 | 5                 | 1                | 1                | Gesamt: 36  | Gesamt: 36  | Gesamt: 36  |
| Hartplatz-Siege/-Niederlagen | 1:2               | 1:1               | 10:3              | 1:1               | 12:6              | 9:10              | 14:9              | 1:3               | 0:0               | 5:1               | 6:1               | 8:4               | 3:10             | 3:4               | 8:2               | 9:6               | 8:5               | 9:6               | 21:5              | 34:14             | 20:8             | 11:5             | 194:106     | 194:106     | 65 %        |
| Sand-Siege/-Niederlagen      | 0:1               | 8:7               | 14:14             | 8:9               | 12:5              | 17:8              | 14:5              | 7:4               | 4:0               | 6:4               | 8:2               | 17:4              | 4:4              | 2:4               | 1:1               | 2:1               | 2:3               | 3:3               | 2:2               | 2:3               | 8:3              | 5:3              | 146:90      | 146:90      | 62 %        |
| Rasen-Siege/-Niederlagen     | 0:0               | 0:0               | 0:0               | 0:0               | 0:0               | 0:0               | 0:0               | 0:0               | 0:0               | 0:0               | 0:0               | 4:1               | 3:2              | 0:0               | 0:0               | 2:1               | 0:0               | 2:1               | 0:0               | 2:2               | 4:2              | 4:0              | 21:9        | 21:9        | 70 %        |
| Teppich-Siege/-Niederlagen   | 0:0               | 0:0               | 1:1               | 0:0               | 3:1               | 0:1               | 0:0               | 0:0               | 0:0               | 0:0               | 0:0               | 0:1               | 0:0              | 0:0               | 0:0               | 0:0               | 0:0               | 0:0               | 0:0               | 0:0               | 0:0              | 0:0              | 4:4         | 4:4         | 50 %        |
| Gesamt-Siege/-Niederlagen    | 1:3               | 9:8               | 25:18             | 9:10              | 27:12             | 26:19             | 28:14             | 8:7               | 4:0               | 11:5              | 14:3              | 29:10             | 10:16            | 5:8               | 9:3               | 13:8              | 10:8              | 14:10             | 23:7              | 38:19             | 32:13            | 20:8             | 365:209     | 365:209     | 64 %        |
| Sieg%                        | 25 %              | 53 %              | 58 %              | 47 %              | 69 %              | 58 %              | 67 %              | 53 %              | 100 %             | 69 %              | 82 %              | 74 %              | 38 %             | 38 %              | 75 %              | 62 %              | 56 %              | 58 %              | 77 %              | 67 %              | 71 %             | 71 %             | Gesamt:     | Gesamt:     | 64 %        |
| Jahresendposition            | –                 | 432               | 206               | 372               | 211               | 152               | 179               | 289               | 1083              | 488               | 232               | 44                | 86               | 128               | 80                | 82                | 41                | 58                | 27                | 5                 | 21               |                  | N/A         | N/A         | N/A         |

Zeichenerklärung: S = Turniersieg; F, HF, VF, AF = Einzug ins Finale / Halbfinale / Viertelfinale / Achtelfinale; 1, 2, 3 = Ausscheiden in der 1. / 2. / 3. Hauptrunde; RR = Round Robin (Gruppenphase); n. a. = nicht ausgetragen; a. K. = andere Kategorie; PO (Play-off) = Auf- und Abstiegsrunde im Billie Jean King Cup; K1, K2, K3 = Teilnahme in der Kontinentalgruppe I, II, III im Billie Jean King Cup.
Anmerkung: Diese Statistik berücksichtigt alle Ergebnisse im Einzel bei ITF- und WTA-Turnieren. Als Quelle dient die ITF-Seite der Spielerin. Dargestellt sind nur WTA-Turniere der Kategorie Tier I (bis 2008), die WTA-Turniere der Kategorien Premier Mandatory und Premier 5 (2009–2020) bzw. die WTA-Turniere der Kategorie 1000 (seit 2021).

### Mixed
| Turnier         | 2016 | 2017 | 2018 | 2019 | 2020 | 2021 | 2022 | 2023 | 2024 | 2025 | Karriere |
| --------------- | ---- | ---- | ---- | ---- | ---- | ---- | ---- | ---- | ---- | ---- | -------- |
| Australian Open | —    | 1    | —    | —    | —    | 1    | —    | —    | VF   | —    | VF       |
| French Open     | —    | —    | —    | —    |      | 1    | 1    | —    | S    | VF   | S        |
| Wimbledon       | 2    | —    | —    | VF   |      | —    | —    | 1    | 1    | —    | VF       |
| US Open         | S    | —    | 1    | 1    |      | —    | 1    | 1    | —    |      | S        |

## Persönliches
2016 schloss sie ihr Bachelorstudium an der Fernuniversität in Hagen im Fach Psychologie ab.
Der vier Jahre jüngere Italiener Antonio Zucca ist seit dem Kennenlernen 2017 Siegemunds Lebenspartner wie auch Trainer.